# Ext2
ext2 (ang. Second Extended File System) – drugi rozszerzony system plików dla systemu Linux. Ext2 zastąpił rozszerzony system plików ext. Rozpoznanie uszkodzenia systemu plików (np. po załamaniu się systemu) następuje przy starcie systemu, co pozwala na automatyczne naprawianie szkód za pomocą oddzielnego programu (e2fsck), uszkodzone pliki zapisywane są w katalogu lost+found.
System plików ext2 zawiera mechanizm zapobiegający znacznej fragmentacji danych, co zdarzało się podczas używania poprzedniej jego wersji.
Ext2 przy domyślnym rozmiarze bloku (4 KB) obsługuje partycje o wielkości do 4 TB i pojedyncze pliki o wielkości do 2 TB. Nazwy plików mogą mieć do 255 znaków długości.
Ważnym elementem systemu ext2 są wolne pola w strukturach danych – to dzięki nim między innymi, możliwa jest konwersja „w locie” do systemu ext3 – wykorzystuje on po prostu część z nich do przechowywania swoich danych.